# دور فیشر
دور فیشر (انگلیسی: D'or Fischer؛ زادهٔ ۱۲ اکتبر ۱۹۸۱) بازیکن بسکتبال اهل ایالات متحده آمریکا است.

## حرفه
از باشگاه‌هایی که در آن بازی کرده‌است می‌توان به باشگاه بسکتبال بیلبائو و باشگاه بسکتبال رئال مادرید اشاره کرد.